# Андрія Янич
Андрія Янич (босн. Andrija Janjić; нар. 20 березня 2000, Зворник, Боснія і Герцеговина) — боснійський футболіст, центральний захисник луганської «Зорі».

## Клубна кар'єра
Вихованець «Звієзди 09». В Юнацькій лізі УЄФА дебютував 29 вересня 2021 року в програному (0:1) домашньому поєдинку проти туецького «Трабзонспора». Андрія Янич вийшов на поле в стартовому складі та відіграв увесь матч. На початку липня 2021 року переведений до першої команди клубу. На професійному рівні дебютував за «Звієзду» 24 квітня 2021 року в переможному (3:0) домашньому поєдинку 24=го туру Першої ліги Республіки Сербської проти «Дрини» (Зворник). Першим голом у дорослому футболі відзначився 20 листопада 2021 року на 87-й хвилині переможного (2:1) домашнього поєдинку 15-го туру Першої ліги Республіки Сербської проти «Сутьєски» (Фока). Янич вийшов на поле в стартовому складі та відіграв увесь матч. Загалом у складі «Звієзди» зіграв 81 матч (9 голів) у Першій лізі Республіки Сербської, 2 матчі у кубку Герцеговини та 2 поєдинки у Юнацькій лізі УЄФА.
8 жовтня 2023 року відправився в оренду до завершення сезону в «Радник» (Бієліна). У футболці бієлінського клубу дебютував 27 вересня 2023 року в програному (0:2) домашньому поєдинку першого раунду кубку Боснії і Герцеговини проти «Слоги» (Добой). Андрія вийшов на поле в стартовому складі та відіграв увесь матч. Цей поєдинок виявився єдиним для Янича у складі «Радника» й на початку січня 2014 року він повернувся до «Звієзди 09». Проте вже 15 січня 2024 року вільним агентом повернувся до «Радника». У боснійській Прем'єр-лізі дебютував 3 серпня 2024 року в переможному (3:0) виїзному поєдинку 1-го туру проти ГОШКа. Андрія вийшов на поле в стартовому складі та відіграв увесь матч. Першим голом у вищому дивізіоні чемпіонату Боснії відзначився 11 серпня 2024 року на 66-й хвилині нічийного (1:1) домашнього поєдинку 2-го туру проти «Широкого Брієга». Яніч вийшов на поле в стартовому складі та відіграв увесь матч. Загалом у складі «Радника» зіграв 27 матчів (4 голи) у Прем'єр-лізі Боснії і Герцеговини та 2 поєдинки у кубку Боснії.
20 червня 2025 року підписав контракт з «Зорею».

## Кар'єра в збірній
На міжнародному рівні дебютував за юнацьку збірну Боснії і Герцеговини (U-16) 11 квітня 2018 року в нічийному (1:1) товариському домашньому поєдинку проти однолітків з Хорватії. Андрія вийшов на поле на 60-й хвилині замість Анеса Хрустановича. Загалом у квітні 2018 року зіграв 3 поєдинки за команду U-16.
У складі юнацької збірної Боснії і Герцеговини (U-19) 13 жовтня 2020 року в переможному (3:0) виїзному поєдинку проти однолітків з Чорногорії. Янич вийшов на поле на 88-й хвилині замість Азура Махмича, а на 90-й хвилині відзначився дебютним голом на міжнародному рівні. Загалом за команду U-19 зіграв 4 матчі та відзначився 1-м голом.
Викликався у розташування молодіжної Боснії і Герцеговини. Вперше до заявки боснійської молодіжки потрапив 15 жовтня 2024 року на програний (1:3) домашній поєдинок кваліфікації молодіжного чемпіонату Європи проти Кіпру, але просидів усі 90 хвилин на лаві запасних.